# Boletus radicans
Boletus radicans es un hongo basidiomiceto de la familia Boletaceae, que suele habitar en bosques de frondosas (Quercus, Fagus), en zonas de suelo neutro o calizo. Es una especie termófila, que fructifica desde finales de verano hasta otoño.  Tiene un sabor amargo y desagradable, su olor es ligeramente ácido, y no es comestible.

## Morfología
El sombrero de su cuerpo fructífero es de forma semiesférica o convexa, y su diámetro oscila entre los 6 y los 8 centímetros, aunque puede alcanzar una anchura de 20 centímetros. El borde de este sombrero es enrollado y excedente, y tiene una cutícula seca y tometosa, de un color que va del blanco ceniza al ocre, algunas veces agrietada. Los tubos son estrechos y amarillo verdosos y acaban en poros desiguales, redondos o angulosos. Al tacto, tanto los poros como los tubos se tiñen de color azul, al igual que la carne cuando es cortada.

## Posibilidades de confusión
Es posible confundirlo con el Boletus calopus, aunque este último crece en suelos ácidos.